# 今井哲郎
今井 哲郎（いまい てつろう、1978年 - ）は、日本の撮影監督。東京都港区出身。今井撮影事務所株式会社代表取締役。日本映画撮影監督協会正会員。

## 経歴
専門学校東京ビジュアルアーツ放送映画学科映画技術コースを卒業後、同校にアシスタント勤務。
2006年撮影の『クローズ・ユア・マインド 馬熊横丁』で撮影技師デビュー。以後は約10年間、フリーランスのカメラマンとして活動し、映画やテレビドラマ、CM、MV、企業用映像などの様々な撮影に携わる。
2017年3月、東京都世田谷区に今井撮影事務所株式会社を設立。2020年はコロナ禍での撮影キャンセルが相次いだことから仕事が不安定になったことから、2021年6月よりライブ配信用スタジオ「世田谷クイックスタジオ」の運営も開始し、開設にあたってクラウドファンディングプロジェクトも立ち上げた。

## 主な撮影作品
この一覧は未完成です。加筆、訂正して下さる協力者を求めています。

### 映画
- クローズ・ユア・マインド 馬熊横丁（2007年、監督：野上貴史）
- 走り屋ZERO I / II（2009年、監督：広瀬陽）
- ガチンコ 喧嘩上等 / 疾走上等（2010年、監督：広瀬陽）
- 映画版 ふたりエッチ トリプル♥ラブ / ラブ♥フォーエバー（2012年、監督：横山一洋）
- 桜田門内の変!?（2012年、監督：渡辺裕之） - 曽根剛と共同
- 新大久保物語（2012年、監督：藤原健一）
- HO 〜欲望の爪痕〜（2014年、監督：柴田愛之助）
- OMOCHA オモチャ（2014年、監督：佐高美智代）
- こっくりさん 劇場版 新都市伝説（英語版）（2014年、監督：仁同正明）
- デスブログ 劇場版（2014年、監督：仁同正明）
- デスマッチ（2014年、監督：室賀厚）
- いっツー THE MOVIE / 2（2014年、監督：城定秀夫）
- 戦極 -Bloody Agent-（2014年、監督：竹田直樹）
- アイアンガール ULTIMATE WEAPON（2015年、監督：藤原健一）
- 表と裏 / 第2章 / 最終章（2015年 - 2016年、監督：藤原健一） - 照明も担当
- 心霊写真部 劇場版（2015年、監督：永江二朗）
- あらうんど四万十 ―カールニカーラン―（2015年、松田大佑） - 安西栄一と共同（今井が撮影監督）
- 風のたより（2016年、監督：向井宗敏）
- CONFLICT 〜最大の抗争〜（2016年、監督：藤原健一）
- 海すずめ（2016年、監督：大森研一）
- 龍帝 -DRAGON EMPEROR-（2016年、監督：市原剛）
- トモダチゲーム 劇場版 / FINAL（2017年、監督：永江二朗）
- LADY NINJA〜青い影〜（2018年、監督：藤原健一） - 照明も担当
- やっさだるマン（2018年、監督：大森研一）
- ふたつの昨日と僕の未来（2018年、監督：大森研一）
- アイアンガール FINAL WARS（2019年、監督：藤原健一） - 照明も担当
- ダウト〜嘘つきオトコは誰?〜（2019年、監督：永江二朗）
- AWAKE（2020年、監督：山田篤宏）
- 真・鮫島事件（2020年、監督：永江二朗）
- 人狼ゲーム デスゲームの運営人（2020年、監督：川上亮）
- 痛くない死に方（2021年、監督：高橋伴明）
- 未来へのかたち（2021年、監督：大森研一）
- 元メンに呼び出されたら、そこは異次元空間だった（2021年、監督：谷健二）
- クロガラス3 / 0（2021年、監督：小南敏也） - 照明も担当
- 僕と彼女とラリーと（2021年、監督：塚本連平）
- ウワキな現場（2021年、監督：上田慎一郎）
- 修羅の世界（2022年、監督：藤原健一）
- 追想ジャーニー（2022年、監督：谷健二）
- 牙の曲線（2022年、監督：恵水流生）

### ドラマ
- 誰かが、見ている（2020年、Amazon Prime Video）
- おしゃれの答えがわからない（2021年、日本テレビ）
- あなたもきっと騙される（2021年、BS-TBS）
- 今日と明日の狭間の日々（2021年、YouTube）
- 欲望の町（2023年、U-NEXT独占配信）

### オリジナルビデオ
- CONNECT 覇者への道（2024年）